# Роберт Солоу
Ро́берт Ме́ртон Со́лоу (англ. Robert Merton Solow; 23 серпня 1924, Нью-Йорк — 21 грудня 2023) — американський економіст.
Лауреат Нобелівської премії з економіки 1987 року «за фундаментальні дослідження в області теорії економічного росту». Навчався у Гарвардському та Колумбійському університетах. Професор Массачусетського технологічного інституту. Нагороджений Медаллю Джона Бейтса Кларка (1961).

## Внесок
Р. Солоу, у працях «Внесок у теорію економічного зростання» (1956) і «Технічний прогрес та агрегована виробнича функція» (1957) розглядав вплив на забезпечення збалансованого економічного зростання таких факторів: запасу капіталу (норма заощадження, інвестиції, амортизація основного капіталу), рівня науково-технічного прогресу і приросту населення.

## Твори
- «Політика повної зайнятості» (Policy of Full Employment, 1962);
- «Економіка ресурсів та ресурси економіки» (The Economic of Resources and the Resources of Economics, 1974).